# Amphimeloides sexmaculatus
Amphimeloides sexmaculatus es un coleóptero de la familia Chrysomelidae. Fue descrita en 2002 por Kimoto & Takizawa.